# Danny Salazar
Danny Salazar (ur. 11 stycznia 1990) – dominikański baseballista, który występował na pozycji miotacza.

## Przebieg kariery
W lipcu 2006 podpisał kontrakt jako wolny agent z Cleveland Indians. Zawodową karierę rozpoczął w 2007 od występów w dominikańskiej lidze letniej w zespole DSL Indians. Następnie w 2008 grał GCL Indians (poziom Rookie), a w latach 2009–2011 grał w Lake County Captains (Class A). Sezon 2012 spędził w Carolina Mudcats (Class A-Advanced) i Akron Aeros (Double-A). W marcu 2013 został przesunięty do Columbus Clippers (Triple-A).
11 lipca 2013 otrzymał powołanie do składu Cleveland Indians i tego samego dnia zadebiutował w Major League Baseball w meczu przeciwko Toronto Blue Jays, w którym rozegrał sześć zmian, zaliczył siedem strikeoutów, oddał dwa odbicia i zanotował zwycięstwo. W sezonie 2014 występował na przemian w Clippers i Indians. W lipcu 2016 został po raz pierwszy powołany do AL All-Star Team.

## Nagrody i wyróżnienia
| Nagroda/wyróżnienie | Lata | Źródło |
| All-Star            | 2016 | [ 3 ]  |